# Ягеман, Фердинанд
Фердинанд Ягеман (нем. Ferdinand Jagemann; 1780, Веймар — 1820, Веймар) — немецкий художник, брат актрисы Каролины Ягеман.

## Биография
Родился в семье Христиана Йозефа Ягемана, учёного и библиотекаря герцогини Анны Амалии Саксен-Веймар-Эйзенахской. Его сестра была любовницей герцога Карла Августа Саксен-Веймар-Эйзенахского, и тот оказал протекцию Фердинанду, отправив его учиться к кассельскому художнику Тишбейну. Фердинанд также был учеником у придворного веймарского художника Георга Мельхиора Крауса и Фюгера в Вене. За учёбой последовали поездки в Париж, а затем в Италию.
Фердинанду Ягеману довелось написать портреты знаменитых людей своего времени. Славу художника он приобрёл благодаря своим портретам Иоганна Вольфганга Гёте. Также написал портрет Шиллера на смертном одре.
Умер в звании профессора Княжеской свободной школы рисования в Веймаре. Памяти Фердинанда Ягемана посвятил одну из своих речей в масонской ложе И. В. Гёте. Был похоронен на кладбище Якобсфридхоф. 

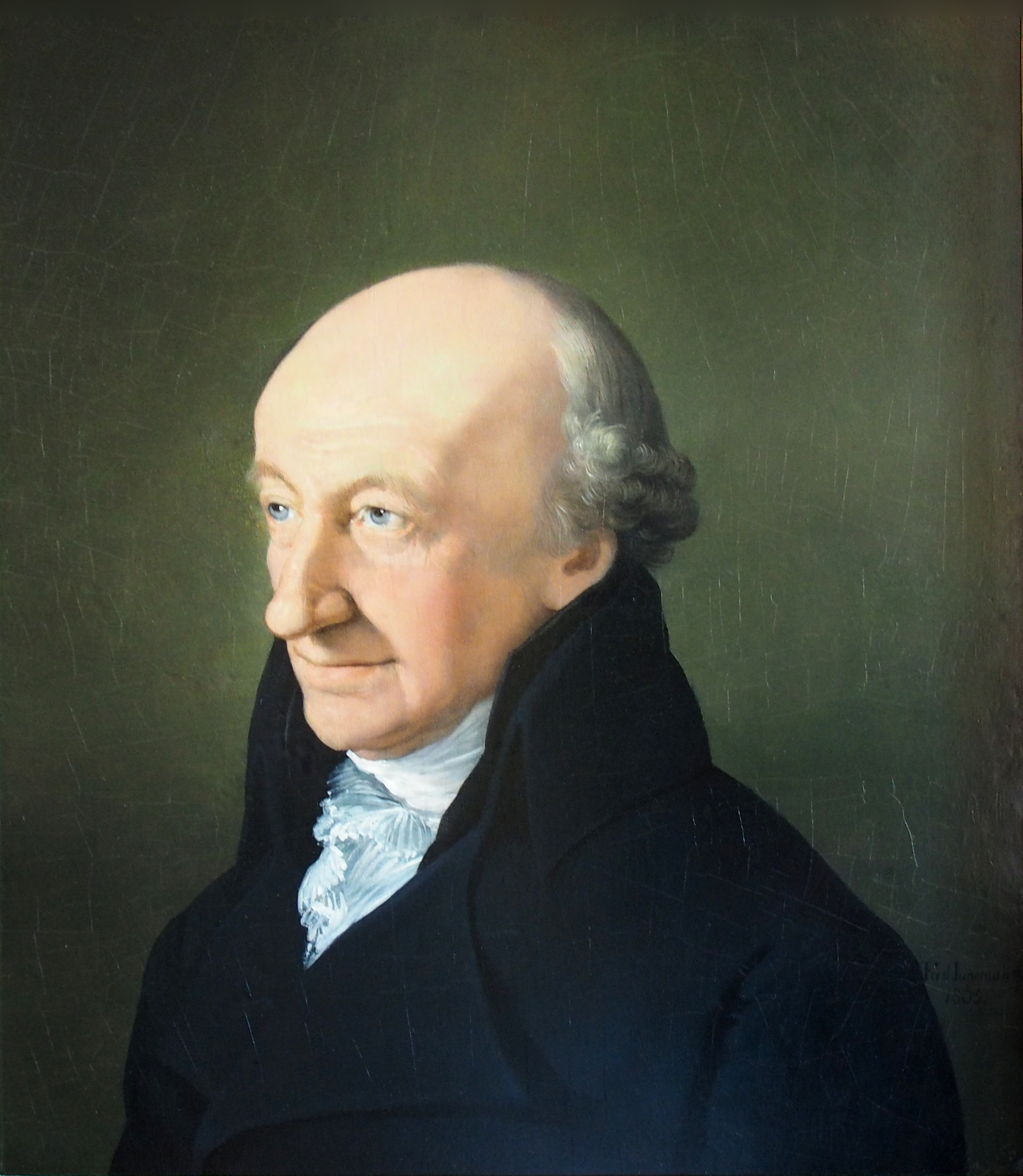
Портрет К. М. Виланда. 1805